# Vizzolo Predabissi
Vizzolo Predabissi es una localidad y comune italiana de la provincia de Milán, región de Lombardía, con 4.069 habitantes.

## Evolución demográfica
| Gráfica de evolución demográfica de Vizzolo Predabissi entre 1861 y 2001 |
|                                                                          |
| Fuente ISTAT - elaboración gráfica de Wikipedia                          |